# Molly of Denali
 (août 2019).
Si vous disposez d'ouvrages ou d'articles de référence ou si vous connaissez des sites web de qualité traitant du thème abordé ici, merci de compléter l'article en donnant les références utiles à sa vérifiabilité et en les liant à la section « Notes et références ».
Molly of Denali est une série télévisée d'animation américano-canadienne créée par Dorothea Gillim et Kathy Waugh, diffusée depuis le 15 juillet 2019 sur PBS Kids et le réseau CBC. Un segment live-action tourné en Alaska est présenté entre chaque segment d'animation de onze minutes.
Cette série est inédite dans tous les pays francophones.

## Titres
- Espagnol (Espagne) : Molly de Alaska
- Catalan : TBA
- Portugais (Brésil) : Molly e sua Turma
- Portugais (Portugal) : TBA
- Allemand : TBA
- Néerlandais : TBA
- Croate : TBA
- Tchèque : Mona z Denali (Minimax)
- Roumain : Molly din Denali (Minimax)
- Serbe : Moli od Denalija (Minimax)
- Slovène : Mona iz Denali (Minimax)
- Turc : Molly
- Arabe : مولي من دينالي (Jeem)
- Hébreu : TBA
- Persan : مالی از سرزمین شمالی (IRIB Nahal)
- Ouzbék : unknown (iTV.uz)
- Grèce : TBA